# Accrochage israélo-britannique du 7 janvier 1949
Le 7 janvier 1949, dans le contexte de l'opération Horev et de la première guerre israélo-arabe, 5 avions britanniques de la Royal Air Force sont abattus par les forces israéliennes au-dessus du Néguev et du Sinaï.
Les avions israéliens sont pilotés par des volontaires du Mahal de nationalités américaine et canadienne et n'ont à déplorer aucune perte[réf. nécessaire].
L'accrochage provoque un émoi au sein de la population et de l'armée britannique. La presse annonce que les avions étaient pilotés par des volontaires russes. L'armée britannique suspend ses vols de reconnaissance au-dessus d'Israël et du Sinaï.
Selon Ilan Pappé, cet épisode renforça la position du lobby pro-israélien en Grande-Bretagne et conduisit à la reconnaissance de facto d'Israël dès le 30 janvier.